# Битва за Шанхай
Другий Шанхайський бій (яп. 第二 次 上海 事 変), також відомий як Битва при Шанхаї і річці Сучжоухе (кит.: 淞沪 会战) — перше велике військове зіткнення між збройними силами Японії і Китаю в ході Японо-китайської війни (1937—1945). Є однієюу з найбільших і найкровопролитніших битв цієї війни.

## Передісторія

### Причини стратегічного характеру
Після того, як 7 липня 1937 почалися бойові дії між китайськими і японськими військами, більшість боїв йшло на півночі Китаю (вони відомі під загальною назвою Битва за Пекін-Тяньцзінь). Спочатку Японська імперія не бажала повномасштабної війни, і розраховувала на швидке припинення вогню та отримання чергової порції китайської території, як це бувало раніше (після маньчжурського інциденту 1931 утворилося Маньчжоу-го, після першої Шанхайської битви 1932 року було створено демілітаризована зона навколо Шанхая, після першої битви за Хебей 1933 Китаю довелося підписати Перемир'я Тангу тощо).
Генералісимус Чан Кайши порахував, що «Інцидент на Лугоуцяо» — це найгрубіша з усіх японських спроб відторгнення північнокитайської провінції від китаю і приєднання їх до Маньчжоу-го. В умовах, коли після Сианьського інциденту був сформований Другий Об'єднаний фронт, Чан зважився покінчити зі своєю колишньою політикою «спочатку — умиротворення всередині країни, потім — відсіч зовні країни», і почати повномасштабну війну проти Японії.
Чан Кайши і його радники вважали, що наступним логічним кроком для японської армії буде наступ уздовж залізниць Бейпін — Ханькоу і Бейпін — Пукоу, щоб потрапити в Ухань і захопити промислові райони Центрального і Східного Китаю. Наступ японців з півночі на південь означало б, що китайської армії потрібно вибудувати оборону в широкому напрямку, і намагатися охоплювати японські війська з флангів.
Однак китайська армія була нездатна до таких маневрів. Японська армія на голову перевершувала китайську за технічним оснащенням. У китайців не було ні достатньої кількості автотранспорту, ні підходящих залізничних ліній для переміщення військ; переважна більшість китайських військових частин слід було на фронт пішки. Перекидання військ з півдня на північ Китаю в результаті займала значно більше часу, ніж доставка японцями підкріплень по морю з Японських островів. Тому доставка підкріплень на північ Китаю була неможлива; крім того, якби японцям вдався вихід у центр Китаю, вони потім могли б притиснути китайську армію до моря в районі Шанхаю і Нанкіна, як це зробили німці з англійської армії під час битви за Дюнкерк. В умовах повного панування на морі японського флоту це означало б повне знищення китайських збройних сил. У цій ситуації Чан Кайши вирішив відкрити другий фронт в Шанхаї, щоб відтягнути ворожі сили в Східний Китай. Якби японці змінили напрямок наступу з осі північ-південь на вісь схід-захід, то це дало б китайської армії, спираючись на заздалегідь підготовлені рубежі оборони, стримувати японське наступ, даючи можливість організувати в глибині країни базу для подальшої війни.

### Причини політичного характеру
У середині 1930-х років центральний уряд Китаю втратив суспільну підтримку, оскільки наголошував на боротьбі з китайськими комуністами замість того, щоб боротися з японською агресією. Однак мирне вирішення Сианьського інциденту додало популярності Чан Кайши: його вважали єдиним лідером національного масштабу, здатним на боротьбу з Японією. У цих умовах відступ був би для нього кінцем політичної кар'єри.
Сам Чан вважав, що Китаю необхідні кілька років внутрішнього миру і єдності для того, щоб відбудувати національну армію і вибудувати промислову базу для боротьби проти Японії. Чан боявся, що передчасна війна порушить його плани з підготовки, і тому зазвичай зводив справу до дрібних «інцидентів», якими були заповнені 1930-і роки. Повномасштабна війна могла б швидко перемолоти невелика кількість озброєних за останнім словом військової справи дивізій, і позбавити Китай промислової бази.
Однак Чан не міг допустити переходу в японські руки провінцій Цзянсу і Чжецзян. У провінції Цзянсу знаходилися як Нанкін (тодішня столиця Китаю), так і Шанхай (найбільший порт). Саме в цих провінціях в роки «Нанкинського десятиліття» зводилися основні промислові потужності. Крім того, це був єдиний регіон Китаю, в якому уряд Чан Кайши не мало політичних супротивників. Тому Чан Кайши було необхідно захищати Шанхай будь-якою ціну.
Шанхай був космополітичним містом. Зазвичай європейські держави і США не бажали втручатися в японсько — китайські розбирання, будучи більше зайнятими ситуацією в Європі, і підтримуючи антирадянську риторику Японії. Однак вторгнення японців у місто могло б спровокувати західні країни на вступ у війну на боці Китаю. Оскільки війна загрожувала б західним комерційним інтересам, то це б змусило їх постаратися швидко її припинити на вигідних для Китаю умовах.
Однак властиві західним країнам ізоляціонізм і прагнення до умиротворення, продемонстровані в 1930-х роках, робили очевидним, що японські дії навряд чи зустрінуть відсіч серйозніше, ніж неефективні протести Ліги Націй. Ще в 1935 році німецький радник Чана Александер фон Фалькенхаузен говорив йому, що «Договір дев'яти держав» — не більш ніж клаптик паперу, і що не треба думати, що інші держави влізуть в війну через Китаю. Він вважав, що Китаю потрібно розраховувати як мінімум на два роки війни на самоті.

### Минулий досвід і підготовка
Готуючись до війни, Чан і його радники покладалися на те, що в 1932 році, під час першої Шанхайської битви китайська армія змогла протистояти японській та звести справу до нічиєї. Оскільки відповідно до підписаного по її закінченні мирним договором Китаю заборонялося тримати в Шанхаї війська, але дозволялось мати поліцію, китайці навчали поліцію військовій тактиці.
Керівництво підготовкою Шанхаю до оборони було доручено генералу Чжан Чжічжуну, герою подій 1932 року. Оскільки у Китаю не було достатньої кількості артилерії і танків, Чжан Чжічжун вважав, що китайська армія повинна використовувати свою чисельну перевагу, захопити ініціативу і скинути японців в море до того, як вони зможуть отримати підкріплення.
Для координації оборони дельти Янцзи в 1933 році було створено три оборонних району: Нанкинский, Нанкін — Ханчжоуську, і Нанкін — Шанхайський. У 1934 році при сприяння Німеччини почалося будівництво так званої «Китайської лінії Гінденбурга». Перша така оборонна лінія, «лінія Уфу» (吴福 线), простяглася від Сучжоу до Фушань, а друга — «лінія Сичен» (锡澄 线) — від Уси до Цзян'іна. Ці лінії мали прикрити нанкінський напрямок у випадку, якщо Шанхай потрапить до рук противника. Лінії були повністю завершені навесні 1937 року, всього за місяць до початку війни, а на жаль, у Китаю не вистачало навчених військ для повної комплектації цих ліній гарнізонами, і до моменту початку бойових дій координація оборони не була завершена.

### Позиція Японії
З самого початку бойових дій в липні 1937 року Японія зосередила свої зусилля в північному Китаї — у провінціях Хебей, Шаньсі і Чахар. Японське вторгнення ще більше збільшило кількість антияпонських протестів і бойкотів японських товарів, що серйозно позначилося на японській торгівлі в Китаї. Це особливо сильно відчувалося в Шанхаї за великої кількості японської комерції в місті.
Імператорський флот Японії наполягав на збільшенні японського військової присутності в Шанхаї для захисту японських громадян і японської промисловості у разі конфронтації з Китаєм, однак Імператорська армія Японії відмовлялася співпрацювати аж до початку серпня. Армія відмовлялася розміщувати війська в центральному та східному Китаї по-перше тому, що боялася, що такі дії створять недолік сил у північному Китаї і Маньчжоу -го на кордоні з СРСР (Японія вважала СРСР основною загрозою своїй присутності в Китаї, і не бажала відходу з північного Китаю), а по-друге тому, що такі дії могли залучити Японію в конфронтацію з іншими державами, присутніми в регіоні. Крім того, командування японської армії було дуже низької думки про боєздатність китайських збройних сил, і вважало, що охоплений громадянськими війнами Китай не ризикне кинути війська проти якісно переважаючих японських збройних сил, і, отже, у перекиданні японської армії в центральний Китай немає потреби.
Таким чином, Японія бажала розгромити Китай і завершити війну як можна швидше, щоб не порушити своїх планів, що стосувалися СРСР. Проте командування японського флоту наполягало на розміщення військ в центральному Китаї, щоб знищити будь китайські сили, які можна було б перекинути на основний театр військових дій — в північний Китай. Після інциденту з Оямой 9 серпня 1937 війна стала неминучою, і 10 серпня міністр флоту Міцумаса Енай озвучив ці вимоги на засіданні Кабінету. Йому опонували представники армії — генерали Кандзі Ісівара і Есідзіро Умедзу, які наполягали, що за шанхайський фронт повинен відповідати виключно флот. Після переговорів армійське командування погодилося з флотськими вимогами, та 10 серпня початок перекидати війська в шанхайський регіон.
Японські військові вважали, що зможуть впоратися з китайськими силами в центральному Китаї за три дні, і завершити війну за три місяці. Японці мали в Шанхаї військові гарнізони, в той час як китайське військову присутність, за винятком поліцейських сил (відомих як «Загін по підтримці порядку») було напряму заборонено мирним договором 1932 року. У японців було в місті багато фабрик і складів, і багато з них були побудовані з урахуванням військових вимог. Штаб-квартира японської морської піхоти перебувала біля текстильної фабрики, а всього в місті було близько вісімдесяти бункерів та інших військових споруд. Кораблі японського 3 -го флоту патрулювали річки, що протікають через Шанхай, і все місто перебував у зоні дії їх артилерії. У цілому, японська армія була готова зустріти чисельно переважаючі але гірше озброєні і слабо підготовлені китайські війська.

## Зав'язка

### Інцидент з Оямою

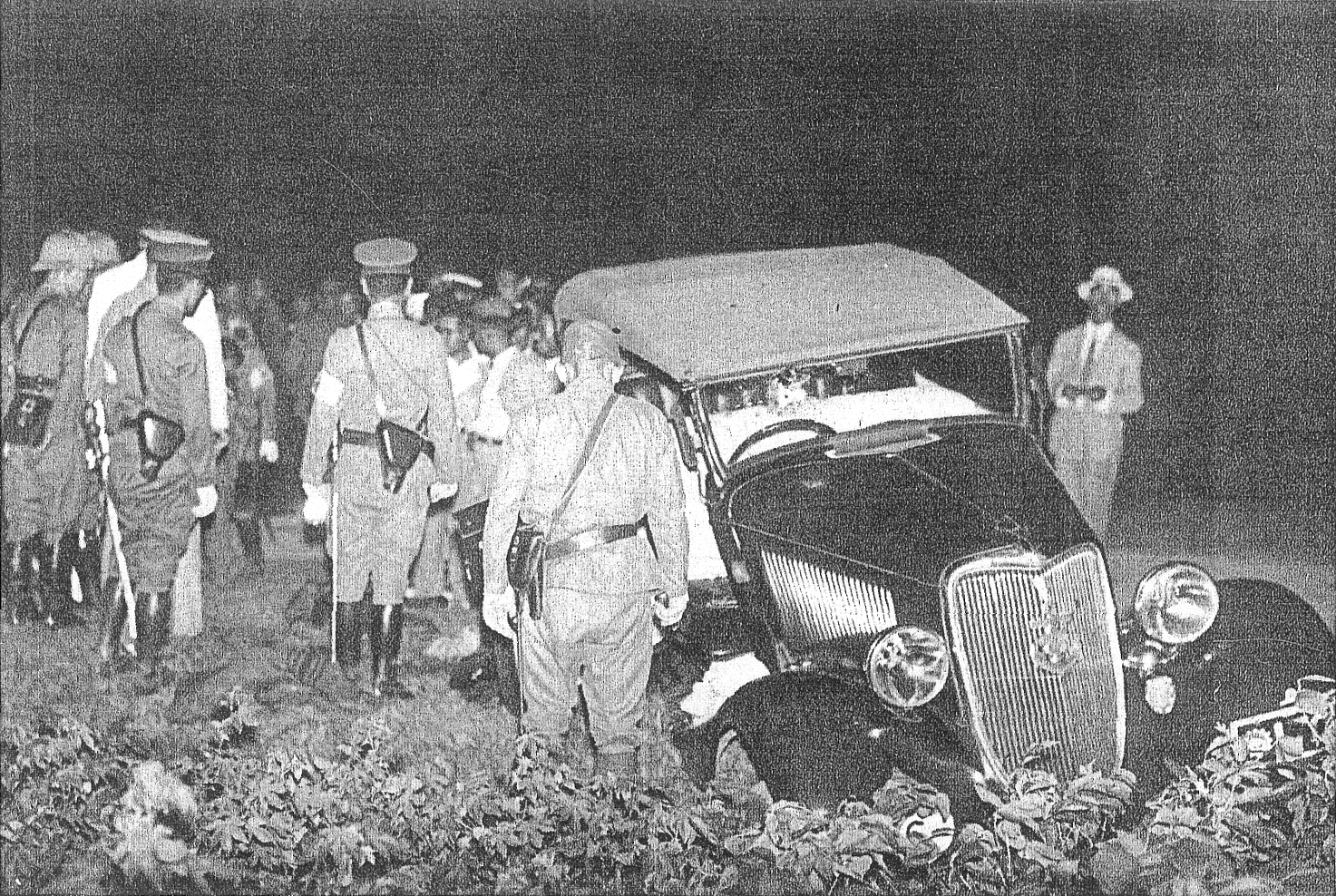
Инцидент с Оямой 9 августа 1937 года

9 серпня лейтенант японської морської піхоти Исао Ояма спробував нелегально проникнути на територію аеропорту Хунцяо і був застрелений розташованими поруч Загонами з підтримання порядку. Невідомо, чи діяв Ояма на свій страх і ризик, або виконував наказ вищого начальства, однак у будь-якому випадку цей інцидент загострив обстановку в Шанхаї. 10 серпня генеральний консул Японії вибачився за дії Оями, оскільки це було явним вторгненням на китайську територію, проте зажадав, щоб китайці прибрали загони з підтримання порядку і зруйнували зведені ними укріплення навколо міста. Також він заявив, що те, що застрелено японського офіцера, вважається японською армією як приниження, і що найменша провокація підірве ситуацію. Інцидент також послужив для японців приводом відправити в Шанхай підкріплень починаючи з 10 серпня. З китайської точки зору інцидент з Оямой був ще однією провокацією, нічим не відрізнялася від інших «інцидентів» 1930-х. У відповідь на передислокацію японських військ Чан Кайши 11 серпня віддав наказ на введення китайських військ у шанхайський регіон.

### Останні спроби переговорів
12 серпня на зборах представників великих держав Японія зажадала натиснути на Китай з метою відведення китайських військ від Шанхаю, однак мер Юй Хунчун заявив, що Японія вже порушила мирну угоду, коли почала в липні бойові дії на півночі країни. Великі держави не бажали побачити повторення інцидент 28 січня, сильно пошкодив іноземній активності в Шанхаї, однак китайське населення гаряче вітало присутність китайських військ у місті.
Китайські і японські представники зустрілися в Нанкіні, щоб востаннє спробувати домовитися. Японці зажадали, щоб Китай відвів від Шанхаю  Загони з підтримання порядку  і вивів з передмість всі регулярні війська. Китайці наполягали, що японські вимоги про одностороннє китайському відступі є неприйнятними, оскільки обидві країни вже воюють у північному Китаї. У результаті мер Юй заявив, що китайська влада може гарантувати, що китайські війська не будуть стріляти, якщо їм не доведеться стріляти у відповідь. Японія зі свого боку поклала всю відповідальність на Китай, оскільки саме Китай розмістив свої війська навколо Шанхая. Переговори завершилися нічим, і війна з неминучістю повинна була поширитися на центральний Китай.

## Перша фаза (13-22 серпня)

### Бої в місті
Близько 9 години ранку 13 серпня сталася перестрілки між китайським Загонами з охорони порядку і японськими загонами в шанхайських районах Чжабей, Усун і Цзянвань. Близько 3 години дня японські війська пройшли по мосту Бацзицяо в районі Чжабей і атакували ряд цілей в місті, на що китайська 88- я дивізія відповіла мінометним вогнем. Спорадичні перестрілки тривали, поки близько 4 годин дня японське командування не наказало японським кораблям 3-го флоту, які перебувають у річках Янцзи і Хуанпу (зокрема 11-го сентаю канонерських човнів, флагманом якого був мінний загороджувач Яеяма), відкрити вогонь по китайським позиціях у місті. Увечері Чан Кайши віддав Чжан Чжічжун у наказ почати на наступний ранок наступ китайських військ. Вранці 14 серпня китайські ВПС бомбили японські мети, а о 3 годині дня китайські сухопутні війська атакували японські позиції. У той же день китайський уряд опублікувало «Прокламацію про самооборонітельних війні опору» (自卫 抗战 声明 书), що пояснює китайське рішення чинити опір японської агресії. Шанхайське бій почалося.
Чжан Чжічжун спочатку планував використовувати чисельно переважаючі китайські війська для того, щоб раптово атакувати японські війська і скинути їх у річку Хуанпу, після чого блокувати узбережжя, не даючи японцям можливості висадити підкріплення на набережній між Яншупу і Хункоу. 88-а китайська дивізія повинна була атакувати японський штаб у Чжабее, а 87-а дивізія — вдарити по укріпленої текстильній фабриці Гунда, де розміщувалося командування японської морської піхоти. Чжан вважав, що зможе досягти намічених цілей за тиждень, проте незабаром почалися проблеми: виявилося, що японські укріплені пункти зроблені з товстого бетону, яка не пробивався з 150 -мм гаубиць — єдиного важкої зброї, яке було в розпорядженні китайців. Все, що могли зробити китайські війська — це підбиратися до японських зміцненням під прикриттям кулеметного вогню, і закидати їх гарнізони гранатами. Китайське наступ сильно сповільнилося, і елемент раптовості був загублений.

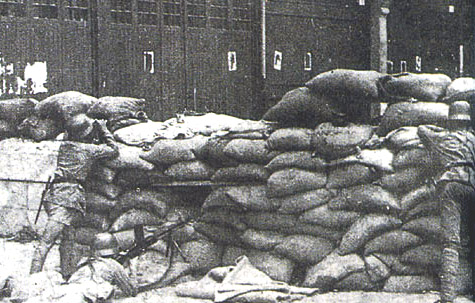
Солдати 87- ї дивізії НРА блокують вулицю в Шанхаї

Не маючи важкого озброєння для знищення японських опорних пунктів, Чжан вирішив перейти до їх оточення. 16 він наказав своїм людям брати під контроль вулиці навколо японських позицій. Щоразу після успішної зачистки вулиці китайці споруджували укріплення з мішків з піском, поступово оточуючи кожен з японських опорних пунктів. Спочатку ця тактика була успішною, і китайці протягом дня змогли ліквідувати багато японських постів, проте потім японці пустили по широких вулицях танки, легко відбивали китайські атаки, і звели стратегію оточення нанівець. 18 серпня китайське наступ було припинено.
18 серпня на фронт прибув Чень Чен, щоб обговорити ситуацію, що склалася з Чжан Чжічжун. Вони вирішили відправити в бій свежепрібившую 36- ю дивізію, щоб атакувати доки Хуейшань на північній стороні річки Хуанпу. Тим часом 87 дивізія прорвала японську оборону в Яншупу і стала наступати на доки Хуейшань разом з 36- ю дивізією. 22 серпня танки 36- ї дивізії дійшли до доків, проте не змогли довго утримувати захоплені позиції: китайська піхота НЕ була навчена спільних дій з танками, а без піхотної підтримки танки ставали уразливими для японського протитанкової зброї та звичайної артилерії, що била прямою наводкою, і після досягнення центру міста виявилися марними. Ті небагато частини, що змогли пройти з танками крізь доки, були спіймані японцями в пастку і знищені за допомогою вогнеметів і кулеметів. Хоча китайцям і вдалося відтіснити японців до річки Хуанпу, втрати були дуже високими: наприклад, лише вночі 22 серпня 36- я дивізія втратила понад 90 офіцерів і близько 1000 рядових.
22 серпня під прикриттям корабельної артилерії японські 3-тя, 8-а і 11-а дивізії виробили висадку з моря в селищах Чуаньшакоу, Шіцзилінь і Баошань, що знаходяться на північно-східному узбережжі приблизно в 50 км від власне Шанхаю. Японська висадка призвела до того, що багато хто з китайських підрозділів, які воювали в місті, довелося перебазувати до узбережжя для відбиття десанту. В результаті фронт витягнувся від міської частини Шанхаю вздовж річки Хуанпу до північно-східного узбережжя. Китайське наступ у міських кварталах зупинилося, і ситуація стала патовою: обидві сторони несли в місті важкі втрати, але зміни в накресленні лінії фронту при цьому відбувалися мінімальні. Китайські дивізії змогли протриматися в Чжабее, Цзянване та інших місцях міста протягом трьох місяців, поки ситуація на інших ділянках не привела до необхідності залишення цих позицій.

### Війна в повітрі

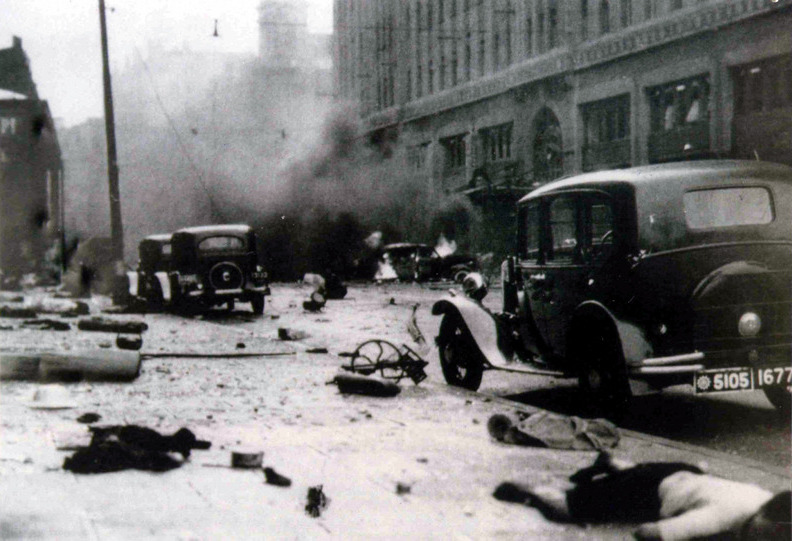
Жертви китайського авіанальоту в Міжнародному сеттльмент. 14 серпня 1937.

14 серпня ВПС Китаю завдали бомбового удару по стояв в річці Хуанпу японському крейсеру «Идзумо». Частина бомб при цьому впала в Шанхайський міжнародний сеттльмент, що призвело до численних жертв серед мирних жителів. Японські ВПС завдали удару у відповідь, і 4-я ескадрилья ВПС Китаю під командуванням капітана Гао Чжіхана збила 6 японських літаків, не втративши при цьому жодного. У 1940 році на честь цієї події уряд Китайської республіки оголосив 14 серпня «Днем ВВС».
З 15 по 18 серпня йшли інтенсивні повітряні бої. Китай не мав власної авіапромисловості, його авіація складалася з тих літаків, які вдавалося здобувати в інших країнах, і їм постійно не вистачало запчастин і спорядження; у Японії ж була власна розвинена передова авіаційна промисловість, і вона могла вільно постачати свої війська по морю, тому підсумок повітряної кампанії в Шанхаї був очевидний. За час Шанхайського битви ВПС Китайської республіки заявили про 85 збитих японських літаках і 51 потоплений кораблі, проте самі при цьому втратили 91 літак, що склало половину всього авіапарку.

### Інше
15 серпня японці сформували з 3-й і 11-ї дивізій Шанхайську експедиційну армію, командиром якої став генерал Іване Мацуї. 19 серпня японський прем'єр -міністр Фумімаро Коное заявив, що японо -китайський конфлікт може бути вирішений лише на полі битви, незалежно від спроб третіх країн організувати переговори. Згідно із заявою Коное, початковий план локалізації конфлікту регіоном Шанхаю тепер змінено на план тотальної війни, кінцевою метою якої є примус китайського уряду до економічного та політичного співробітництва з Японією. З 23 серпня Японія приступила до бомбардувань Нанкін а й інших міст центрального Китаю; в цей же день Шанхайська експедиційна армія прибула на фронт.
На початку битви з китайської сторони загальне командування здійснював Чжан Чжічжун, який був командиром 5- ї армії і Нанкін — Шанхайського військового району. Провал китайського наступу сильно розчарував Чан Кайши і його штаб. Чан критикував Чжана за його погану підготовку операції, особливо за відсутність озброєнь, здатних боротися з японськими укріпленнями, що призвело до великих втрат серед наступаючих китайських військ з самого початку. Також Чжан критикувався за його пристрасть до публічності та організацію прес -конференцій для китайських та іноземних журналістів в космополітичним Шанхаї. Від Чжан Чжічжуна командування перейшло до Чан Кайши і його штабу, найбільш помітними фігурами в якому були Чень Чен і Гу Чжутун. Був організований 3-й військовий район, в який увійшов Шанхай.

## Друга фаза (23 серпня— 26 жовтня)
Самі інтенсивні і найкривавіші бої йшли з 23 серпня, коли почалася висадка японського десанту, до 26 жовтня, коли китайські війська залишили міську частину Шанхаю. У цей період більшість боїв проходило на 40- кілометровій лінії, що з'єднує міську частину Шанхаю з перебувають на північний схід від неї на морському узбережжі селищем Люхе (浏河), де японці виробляли свою висадку.

### Протидесантна оборона (23 серпня— 10 вересня)

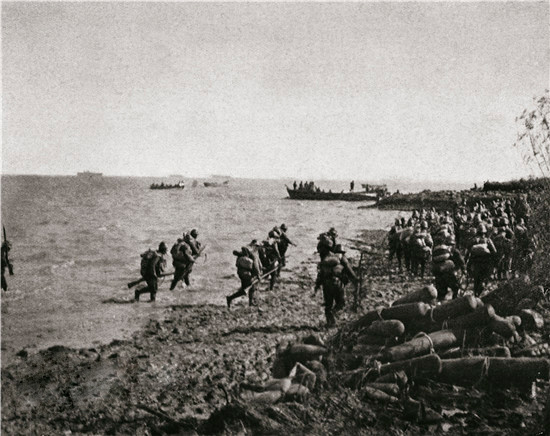
Японський десант висаджується під Шанхаєм

23 серпня 1937 японська Шанхайська експедиційна армія почала висадку в Люхе, усуне і Чуаньшакоу. Чан Кайши очікував подібного розвитку подій, і Чень Ченові було доручено посилити оборону узбережжя в цьому районі за рахунок 18 -й армії. Японці сильно перевершували китайців у вогневій потужності, і починали висадку з авіаційних і артилерійських ударів по китайським укріплень на узбережжі, проте після закінчення бомбардування китайські війська знову займали свої позиції і зустрічали вогнем японських десантників.
Бої між японськими десантниками і китайськими силами берегової оборони тривали в містах і селах узбережжя протягом двох тижнів. Оскільки у китайських військ було лише легке стрілецьке озброєння, авіапідтримки була недостатньою, а китайського флоту практично не існувало, то вони зазнали важких втрат, від деяких полків залишилося лише по кілька людей. Піщані ґрунти не дозволяли спорудити сильних укріплень, а ті, що вдавалося звести, не забезпечували гарного захисту. Багато траншеї були розмиті дощами, а японські бомбардування не дозволяли їх відновлювати. Відсутність транспорту не дозволяло доставити на фронт будматеріали, і часто матеріали для укріплень бралися з зруйнованих внаслідок бомбардувань будинків. Проте китайські війська як могли боролися за населені пункти узбережжя: дуже часто японцям вдавалося зайняти вдень якийсь населений пункт за сильної підтримки з моря, щоб потім втратити його після нічної китайської контратаки.
Бої на узбережжі тривали до тих пір, поки в кінці серпня не виникла загроза падіння життєво важливого повітового центру Баошань. Чан Кайши наказав залишкам 98-ї дивізії обороняти місто, для чого було виділено батальйон Яо Цзиціна. 5 вересня японці оточили місто, але Яо наказав своїм людям стояти до останнього. Японська артилерія практично стерла місто з лиця землі, сам Яо загинув в одній з рукопашних сутичок в ході боїв у місті. 6 вересня Баошань упав; загинув весь китайський батальйон, що захищав його, за винятком однієї людини.

### Бої у містечка Лодяного (11-30 вересня)

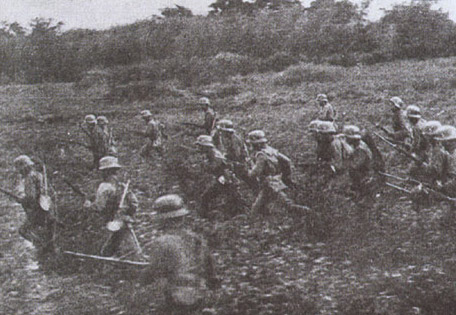
Китайські війська йдуть в атаку під Лодяного

11 вересня, після падіння Баошань, китайська армія зайняла оборону біля містечка Лодяного (罗 店). Сам по собі Лодяного був невеликим містечком, але через нього проходили дороги, що зв'язували між собою Баошань, центр Шанхаю, Цзядін, Сунцзян і ряд інших населених пунктів. Таким чином, успіх оборони Лодяного був ключем до успішної захисту Сучжоу і Шанхаю. Ще 29 серпня німецький радник Олександр фон Фалькенхаузен сказав Чан Кайши, що Лодяного треба захистити будь-яку ціну. Для оборони Лодяного китайці сконцентрували близько 300 тисяч солдатів, тоді як японці підвели понад 100 тисяч осіб, підтриманих танками, корабельної артилерією і авіацією.
Інтенсивність наступних боїв призвела до того, що їх назвали «кривавою м'ясорубкою» (血肉 磨坊). Японці зазвичай починали наступ вдень з авіабомбардування, після чого запускали аеростати, з яких шукали не уражені китайські цілі для їх наступної обробки артилерією. Потім, під прикриттям димових завіс і за підтримки танків, в атаку спрямовувалася японська піхота. Піхотному наступу допомагали японські літаки, які здійснювали штурм китайських укріплень.
Навіть у таких умовах китайські війська вели оборонні бої. Ночами китайські солдати мінували дороги, що ведуть до Лодяного від узбережжя, і зав'язували нічні бої з наступаючими японськими військами. У денний час, для зменшення втрат від японських бомбардувань, китайці залишали на передових позиціях невелика кількість військ, відводячи основні контингенти в тил; відведені в тил війська поверталися на передові лінії після припинення обстрілу, коли японська піхота виходила в атаку.
Незважаючи на чисельну перевагу, китайським військам не вдалося захистити Лодяного. Китайські війська не могли ефективно наступати, і їм залишалося лише оборонятися. Тактика жорсткої оборони призвела до того, що втрати у військах Чень Чена, які обороняли місто, склали понад 50 %. До кінця вересня китайцям довелося залишити Лодяного.

### Бій за Дачан (1-26 жовтня)
1 жовтня, за порадою військових фахівців, прем'єр -міністр Коное вирішив об'єднати північнокитайський і центральнокитайській театри військових дій, і провести ескалацію конфлікту, щоб за допомогою жовтневого наступу підпорядкувати Китай і завершити війну. До цього моменту японці довели чисельність своїх військ в шанхайському регіоні до 200 тисяч осіб. Японська армія взяла містечко Люхан, що знаходився на південь від Лодяного, і вийшла до річки Юньцзаобінь. Метою японців було форсувати Юньцзаобінь і взяти місто Дачан, через який проходила дорога, що зв'язує міський центр Шанхаю з населеними пунктами на північному заході. Якби Дачан упав, то китайським військам довелося б покинути позиції, що знаходилися в центрі Шанхаю і схід річки Хуанпу, щоб уникнути оточення. Від того, скільки протримається Дачан, залежало те, скільки триватимуть бої в Шанхайському військовому районі, тому Чан Кайши кинув на захист дача всі сили, які вдалося зібрати.
Дві армії зав'язали бій вздовж річки Юньцзаобінь, однак лінія фронту при цьому практично не змінювалася. З 11 вересня по 20 жовтня японці змогли просунутися лише на 5 км; в деякі дні позиції переходили з рук в руки по 5 разів. 17 жовтня з Гуансі прибули війська, керовані Лі Цзунжень і Бай Чунсі, і китайці почали останнє контрнаступ, намагаючись консолідувати позиції навколо дача і відбити берег Юньцзаобінь. Проте наступ було погано скоординованим, і китайці знову страждали від японського переваги в вогневої мощі. У Дачанской операції японці задіяли 700 одиниць артилерії і 150 літаків; місто було перетворене на руїни. 25 жовтня Дачан остаточно перейшов до рук японців. Після цього китайським військам не залишалося нічого іншого, крім того як покинути Шанхай, який вони утримували протягом трьох місяців.

## Підсумки

### Падіння боєздатності Центральної китайської армії
На початку війни в НРА значилося близько 1,7 мільйонів чоловік, проте реальна бойова сила китайської армії була низькою. Переважна більшість солдатів становили погано навчені, погано екіпіровані неписьменні вчорашні селяни, які не мали поняття про сучасну війну. Лише близько 300 тисяч чоловік, що мали більш високу підготовку, було зведено в 40 дивізій. З них близько 80 тисяч осіб служило в дивізіях, натренованих німецькими інструкторами; ці дивізії становили ядро Центральної армії Чан Кайши. Однак навіть ці елітні дивізії були погано забезпечені сучасними видами зброї. Таким чином, з майже двох мільйонів збройних китайців лише близько ста тисяч могло боротися з японцями більш — менш на рівних.
Рішення Чан Кайши кинути елітні ударні частини в битву за Шанхай призвело до того, що в результаті тримісячної м'ясорубки вони втратили до 60 % особового складу. За один бій було втрачено 25 тисяч молодших офіцерів, підготовлених Центральної військової академією в період з 1929 по 1937 роки. Центральна армія так і не змогла оговтатися від таких втрат. До початку бою за Нанкін, наприклад, у 88-й дивізії, яка була однією з найкращих елітних дивізій Чан Кайши, налічувалося всього 7 тисяч осіб, з яких 3 тисячі складали новобранці, набрані для заміни загиблих ветеранів.
Втрата власних збройних сил змусила Чан Кайши спиратися на командувачів провінційними військами, що не закінчували Академії Вампу і чия лояльність була під питанням. Через втрати власних збройних сил Чан Кайши позбувся важеля впливу на місцевих польових командирів. У підсумку генералісимус не був головнокомандувачем єдиної армії, а главою слабкою коаліції. Втрата найкращих військ зробила для китайської сторони неможливим планування і здійснення серйозних військових операцій.

### Міжнародна реакція
Основною причиною, через яку китайська армія так довго утримувала місто, була надія на втручання західних держав. Зазвичай західні держави приділяли мало уваги Китаю, будучи більше зайнятими ситуацією в Європі, крім того, вони не вірили в боєздатність китайської армії, і вважали, що Японія все одно переможе. Тому Чан Кайши вирішив показати Заходу, що цього разу йдеться не про черговий «інцидент», а про повномасштабну війну.
12 вересня, через місяць після початку Шанхайської битви, Китай висунув проти Японії звинувачення в Лізі Націй, однак Ліга, як завжди, не змогла виробити ефективних санкцій проти Японії, лише зробивши 4 жовтня заяву, в якій виражалася «духовна підтримка» Китаю.
5 жовтня президент США Франклін Рузвельт виступив з промовою, в якій закликав США надати допомогу націям, борцям проти агресії. Ця мова надихнула Китай. Оскільки США не були членом Ліги Націй, то представник Великої Британії запропонував припинити розгляд справи у Лізі і скликати конференцію підписантів Договору дев'яти держав, у якій США взяли б участь на законних підставах. Надія на втручання США змусила Чан Кайши наказати військам продовжувати опір, щоб показати Заходу, що Китай в змозі битися.
У середині жовтня ситуація для китайських військ у Шанхаї складалася все гірше, і в кінці місяця їм довелося почати відступ. Однак, оскільки конференція підписантів Договору дев'яти держав мала відкритися в Брюсселі на початку листопада, то Чан Кайши наказав військам залишатися в передмістях Шанхаю, а одному батальйону довелося утримувати склад Сихан, який перебував у центрі Шанхая навпроти міжнародного сеттльмента.
Конференція у Брюсселі відкрилася 3 листопада, але її ефект був нульовим. Японію двічі запрошували взяти участь у конференції, але вона відмовлялася, а 5 листопада японські війська висадилися під Цзіньшаньвеем і приступили до оточення китайських військ під Шанхаєм. Надія на позитивні результати конференції змусила Чан Кайши наказати військам стояти до останнього замість того, щоб відійти до укріплених лініях. 24 листопада конференція зібралася в останній раз, але так і не виробила жодних заходів, здатних зупинити японську агресію.